# Jean-François Rault
Jean-François Rault, né le 8 juin 1958 à Lamballe, est un coureur cycliste français.

## Biographie
Il s'illustre comme coéquipier de Bernard Hinault avant de remporter la dernière édition de Bordeaux-Paris en 1988. 
Après sa carrière professionnelle, il est entraîneur en Norvège pendant deux ans avant de rejoindre l’équipe Helvetia en tant que directeur sportif durant une année.
Une épreuve cyclotouriste dans le pays de Lamballe, en Bretagne, porte son nom. Jean-François Rault s'occupe depuis le 17 février 2014, d'un magasin de vélos à Lamballe avec le concept Giant Store. Il a ouvert, en Novembre 2017 un nouveau magasin de vélos à Saint-Malo avec ce même concept Giant Store. En mars 2019, un nouveau magasin s'est ouvert à Langueux avec Giant Store et il s’apprête a ouvrir le premier Giant City de France à Saint-Brieuc en 2020. 

## Palmarès

### Palmarès amateur
- Amateur
  - 1974-1980 : 60 victoires
- 1979
  - 1re étape de la Route de France
  - 4e étape du Circuit de Bretagne-Sud
- 1980
  - Redon-Redon
  - 1re étape de la Route de France
  - Triomphe Breton
  - 3e de Paris-Rouen

### Palmarès professionnel
- 1981
  - 4e étape du Tour du Limousin
  - 3e étape de l'Étoile des Espoirs
  - 3e étape du Tour du Vaucluse
- 1982
  - 5e étape au Tour de Corse
  - Grand Prix de Rennes
  - 2e étape du Tour du Limousin
  - 3e du Grand Prix d'Isbergues
- 1983
  - 4e étape des Quatre Jours de Dunkerque
  - Châteauroux-Limoges
- 1984
  - 1re étape du Tour d'Armor
  - 2e du championnat de France de vitesse
- 1985
  - 5e et 7e étapes du Tour de Suède
- 1988
  - Bordeaux-Paris

### Résultats sur les grands tours

#### Tour de France
3 participations
- 1982 : 74e
- 1984 : 82e
- 1987 : 77e

#### Tour d'Espagne
1 participation
- 1982 : 55e